# Фрідріх Гайнріх фон дер Гаген
Фрідріх Гайнріх фон дер Гаген (нім. Friedrich Heinrich von der Hagen; 19 лютого 1780, Ангермюнде, — 11 червня 1856, Берлін) — німецький філолог.

## Біографія
Відомий германіст. Спочатку готувався до юридичної професії, але потім повністю віддався вивченню давньогерманської поезії. В час роботи на професорській посаді в Берлінському університеті, він поклав початок вивченню германської філології. Відомий як автор низки досліджень в галузі героїчного епосу.

## Головні праці:
- «Пісня про Нібелунгів» («Das Nibelungenlied», 1807);
- «Книга дурнів» («Narrenbuch», 1811);
- «Пісні Старшої Едди» («Lieder der ältern Edda», 1812);
- «Норвезькі пісні та саги» («Altnordische Lieder u. Sagen», 1814);
- «Герої Північних романів» («Nordische Heldenromane», 1814–1828);
- «Едичні пісні про Нібелунгів» («Die Eddalieder von den Nibelungen», 1815);
- «Нижньонімецькі псалми з часів Каролінгів» («Niederdeutsche Psalmen aus der Carolinger Zeite», 1816);
- «Нібелунги, їх значення для сучасності та вічності» («Die Niebelungen, ihre Bedeutung für die Gegenwart u. für immer», 1819);
- «Міннезінгер. Німецький ліричний поет XII, XIII, XIV століття» («Minnesänger. Deutsche Liederdichter des XII, XIII, XIV J.», 1838).
- Від 1835 року видавав «Щорічник Берлінського Товариства німецької мови та археології» («Jahrbuch der berl. Gesellschaft für deutsche Sprache u. Altertumskunde»).